# Mesoproterozoico
O Mesoproterozoico é a era do éon Proterozoico, na escala do tempo geológico, que está compreendida entre há 1600 milhões de anos e 1000 milhões de anos, aproximadamente. A era Mesoproterozoica sucede a era Paleoproterozoica e precede a era Neoproterozoica, ambas de seu éon. Divide-se nos períodos Calímico, Ectásico e Estênico, do mais antigo para o mais recente.
Os principais eventos desta era foram a formação do supercontinente de Rodínia (no Estênico) e a evolução da reprodução sexual.